# Voice&Rhythm
Voice&Rhythm（ボイス アンド リズム）は、日本のR&Bバンド。

## 経歴
1980年頃に石田長生、砂川正和、国府輝幸、正木五郎、藤井裕、渡辺サトル、金子マリで結成。徳間ジャパンコミュニケーションズからアルバム「ボイスればリズムる!」でデビュー。その後グループを再編し石田、正木、藤井によるトリオVoice&Rhythm IIを編成。1985年に発表されたアルバム「Ohh!!!」がある。この中の1曲「しゃきしゃきらっぷ」は当時「さんまのまんま」のオープニング曲に使用された。また、朝日放送「CLUB紳助」でハウス・バンドとして登場した。